# Doliops pachyrrhynchoides
Doliops pachyrrhynchoides es una especie de escarabajo del género Doliops, familia Cerambycidae. Fue descrita científicamente por Heller en 1916.
Habita en Filipinas. Los machos y las hembras pueden medir 12-13 mm. El período de vuelo de esta especie ocurre en todos los meses del año excepto en marzo y noviembre.